# Tembandumba
Vous pouvez partager vos connaissances en l’améliorant (comment ?) selon les recommandations des projets correspondants.
Tembandumba, aussi nommée Tembo a Ndumbo, est une reine Jaga du XVIIe siècle.

## Biographie

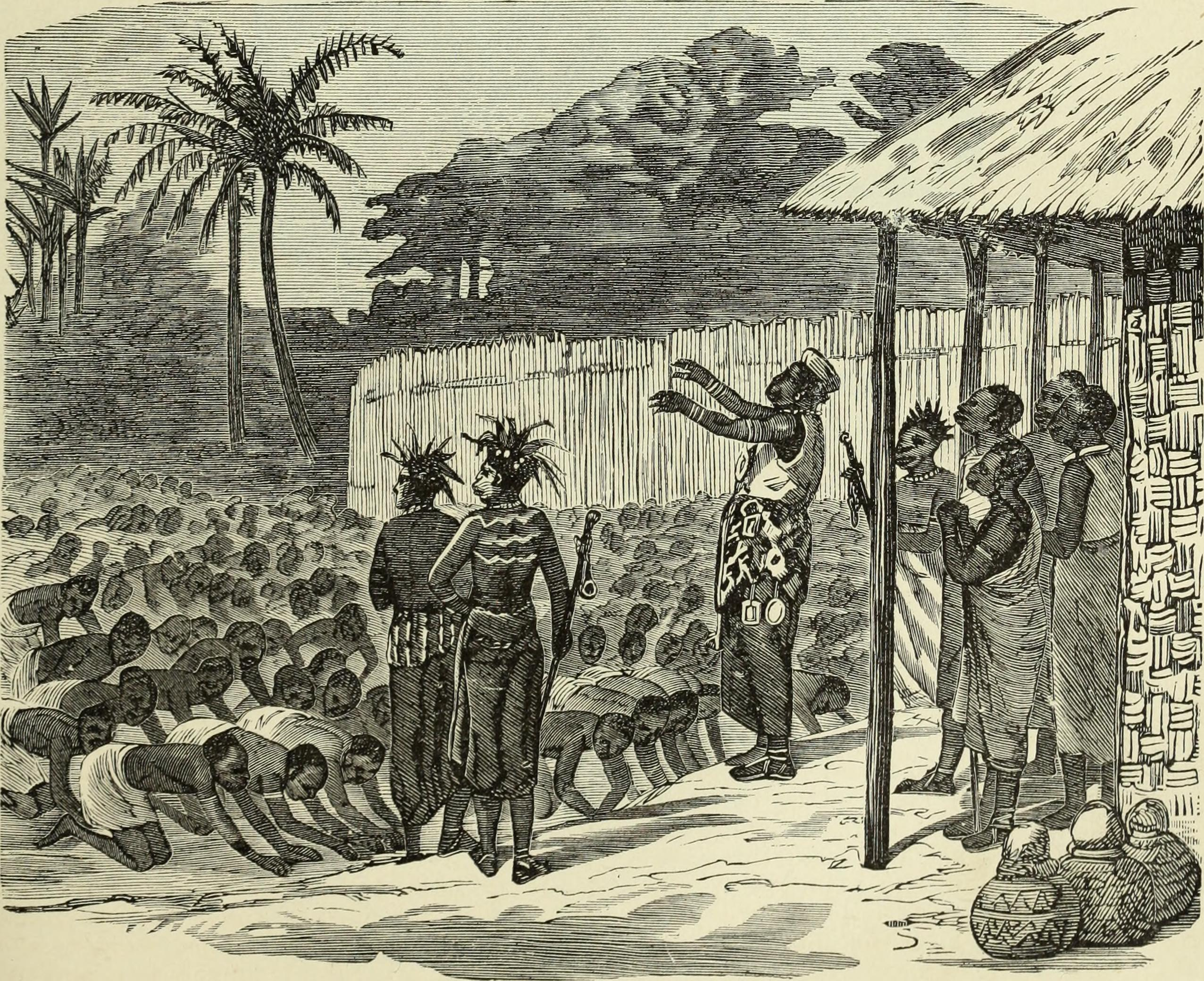
Tembandumba sur une gravure de 1877.

La mère de Tembandumba était la reine Mussasa, contre qui elle se révoltera et qu'elle destituera. Une légende existe concernant sa supposée volonté de faire sacrifier certains nourrissons de son peuple pour les utiliser comme ingrédients pour une décoction, qu'elle pensait lui permettre de devenir invulnérable ; elle aurait à ce titre fait exécuter son propre fils en exemple. Cependant, aucune preuve historiographique n'existe à ce sujet. 
Tembandumba est néanmoins décrite comme impulsive et borgne. D'après une source européenne de 1910, elle faisait exécuter ses amants et aurait été empoisonnée par l'un d'entre eux.